# Matthæus Yrsselius
Matthæus Yrsselius o Irsselius, forma latinizzata di Mattheus van Iersel (1541 – 1629) è stato un religioso belga, abate dell'Abbazia di San Michele di Anversa dal 1614 fino alla sua morte.
È ricordato come un mecenate delle arti e delle scienze.

## Mecenatismo
Nel 1624 ha commissionato una pala raffigurante l'Adorazione dei Magi di Peter Paul Rubens, pagando per l'opera due rate da 750 fiorini ciascuna nel 1624 e 1626.
Nel 1627 gli studenti del Collegio dei Gesuiti di Anversa misero in scena una recita scolastica sulla vita di San Norberto, dedicando la rappresentazione a Yrsselius.
Alla sua morte Yrsselius lasciò in eredità un globo celeste e uno terrestre, una sfera cosmografica e un'edizione delle opere di san Gregorio Magno alla biblioteca dell'abbazia.